# 대구덕인초등학교
대구덕인초등학교(大邱德仁初等學校)는 대한민국 대구광역시 달서구 본리동에 있는 공립 초등학교이다.

## 연혁
- 1987년 10월 26일 : 학교설립인가(2학급 60명)
- 1989년 11월 1일 : 개교(1~4학년 23학급 편성 인가)
- 2010년 3월 1일 : e-러닝 선도 시범학교 지정
- 2010년 9월 30일 : NHK-WORLD 위성방송을 통해 e-러닝 교육활동 전 세계 방영
- 2010년 12월 22일 : 주제가 있는 학교특색경영부문 수상
- 2010년 12월 22일 : 2010 유초 윈윈 장학활동 우수학교 수상
- 2010년 12월 29일 : KT문화재단 주최 제9회 인터넷윤리 콘텐츠 전국 공모전 우수학교 선정
- 2010년 12월 30일 : 이러닝활성화 우수학교 표창
- 2011년 3월 1일 : 교육복지 우선지원사업 학교운영
- 2011년 9월 8일 : 교육정보화연구대회 대구예선(학교경영분과) 2위 수상
- 2011년 9월 23일 : 사이버청정학교 선정(방송통신심의위원회 주최)
- 2014년 12월 11일 : 2014 100대 교육과정 최우수교 선정
- 2015년 12월 4일 : 미래창조과학부 우정사업본부 '세대공감 편지쓰기' 대회 최우수교
- 2015년 12월 15일 : 학교특색경영 최우수교
- 2015년 12월 31일 : 2015년 교원능력개발평가 운영 교육부장관 표창
- 2016년 11월 12일 : 2016년 청렴도 향상 의지평가 최우수 교육감상
- 2016년~2018년 : 협력학습 실천 선도학교 운영
- 2017년 9월 1일 : 제12대 김의주 교장 부임